# Christina Rau

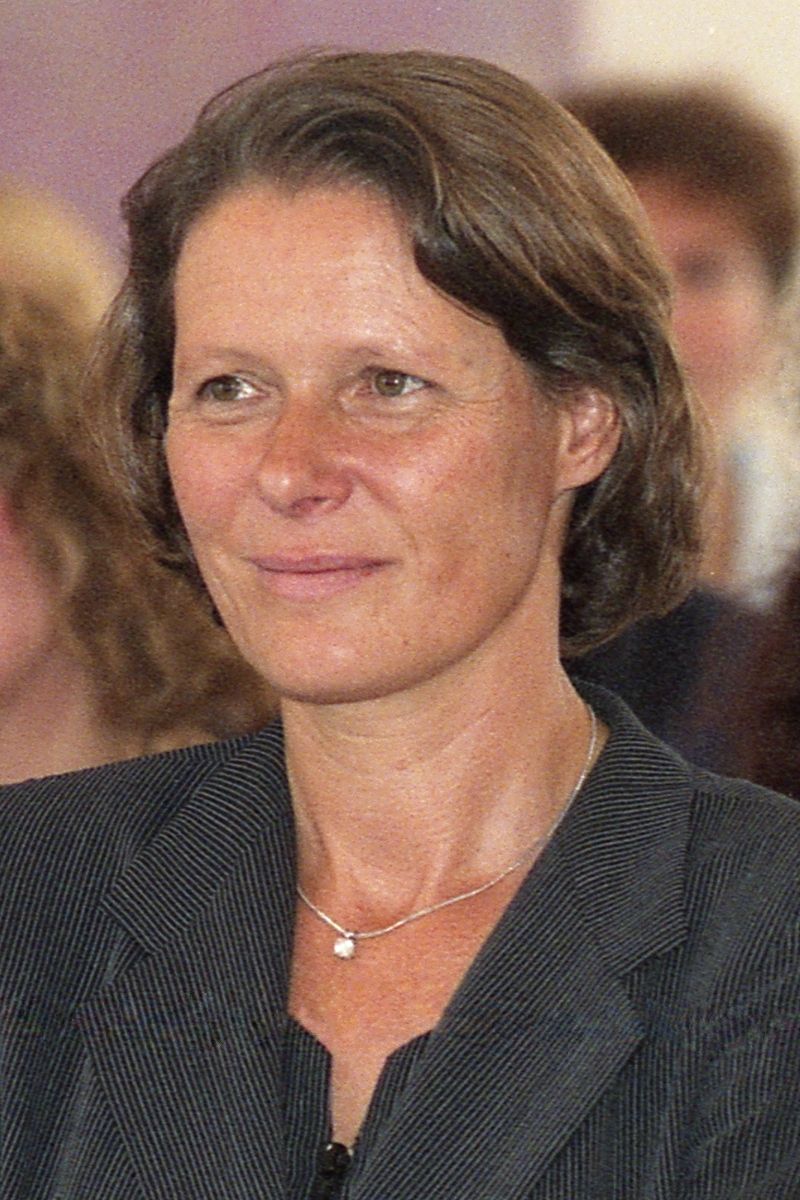
Christina Rau (2002)

Christina Rau geb. Delius (* 30. Oktober 1956 in Bielefeld) ist eine deutsche Politologin und Witwe des ehemaligen Bundespräsidenten Johannes Rau (1931–2006).

## Leben
Ihr Vater war der Bielefelder Textil-Fabrikant (C. A. Delius u. Söhne) Eduard Delius (1922–2013), ihre Mutter Christa Delius geb. Heinemann (1928–2016) war eine Tochter Gustav Heinemanns und seiner Ehefrau Hilda Heinemann, in deren Haus Christina Delius ihren späteren Ehemann Johannes Rau schon in ihrer Kindheit kennenlernte. Mit elf Jahren ging sie auf eigenen Wunsch ins Internat, zunächst in die Schweiz an das Hochalpine Institut Ftan und später nach Gordonstoun in Schottland. Prince Andrew, Duke of York, zählte zu ihren Mitschülern. Später studierte sie Politikwissenschaft, Volkswirtschaft und Geschichte am University College of Wales und am King’s College London. Dort betrieb sie „war studies“ und erwarb den Master of Arts mit einer Arbeit über „Zivile Verteidigung und nukleares Gleichgewicht“.
Am 9. August 1982 heiratete sie mit 25 Jahren den 25 Jahre älteren Johannes Rau, damals Ministerpräsident von Nordrhein-Westfalen. Sie verzichtete dann auf ihr Vorhaben, zum Thema „Deutsche Frage aus britischer Sicht“ zu promovieren. Aus der Ehe gingen drei Kinder, Anna Christina (* 19. Dezember 1983), Philip Immanuel (* 28. Januar 1985) und Laura Helene (* 10. November 1986), hervor. Der Wohnsitz der Familie war Wuppertal-Elberfeld, nach der Wahl von Johannes Rau zum Bundespräsidenten ab Juni 1999 Berlin.
Ein eigenes politisches Amt strebte Christina Rau nicht an, sondern unterstützte ihren Mann bei seinen Aufgaben, begleitete ihn auf vielen Staatsbesuchen und übernahm von ihrer Vorgängerin verschiedene Schirmherrschaften, insbesondere über UNICEF Deutschland, das Müttergenesungswerk, den Bundesverband der Organtransplantierten, die Deutsche Kinder- und Jugendstiftung und das Jugendrotkreuz. Seit 1999 besuchte sie AIDS-Waisen in Südafrika, Heimkinder in Rumänien, ehemalige Kindersoldaten in Sierra Leone und Minenopfer in Kambodscha.
Mit der Übergabe des Präsidentenamtes am 1. Juli 2004 an Horst Köhler übernahm dessen Frau Eva Luise Köhler die Schirmherrschaften.
Im Juni 2006 nahm sie den ihrem Mann posthum zugedachten Georg-Meistermann-Preis der Stiftung Stadt Wittlich entgegen. Am 26. Mai 2009 weihte sie das nach ihrem Mann benannte Altenheim in Moers ein.
Christina Rau ist eine begeisterte Sportlerin. Zu ihren Hobbys zählen Reiten, Segelfliegen, Skifahren, Snowboarden, Surfen, Tauchen und Fallschirmspringen.

## Ämter und Aufgaben
- Christina Rau ist Botschafterin der Kindernothilfe.
- Seit April 2004 gehört sie dem Kuratorium der Zeit-Stiftung an und berät den Vorstand bei Förderungsentscheidungen.
- Im Januar 2005 wurde sie vom damaligen Bundeskanzler Gerhard Schröder mit der Koordination der Partnerschaftsinitiative im Rahmen der Hilfe für die von der Flutkatastrophe im Dezember 2004 in Südasien zerstörten Gebiete beauftragt. Hierfür wurden ihr ein Büro und Personal im Bundeskanzleramt zur Verfügung gestellt.
- Seit 2006 ist sie Schirmherrin des Projektes „Campus Rütli“ der Stiftung Zukunft Berlin.[3][4] Wegen seines maßgeblichen Beitrages zur erfolgreichen Umwandlung dieser einstigen Problemschule in eine vorbildliche Ganztagsschule schlug Rau den Neuköllner Bürgermeister Heinz Buschkowsky für den Gustav-Heinemann-Bürgerpreis vor.[5]
- Zum 1. Juli 2007 wurde sie in den Verwaltungsrat der Von Bodelschwinghschen Stiftungen Bethel berufen.

## Auszeichnungen
- 2000: Orden des Marienland-Kreuzes (I. Klasse)
- 2001: National Order of Merit
- 2002: Großkreuz des Verdienstordens der Republik Polen
- 2002: Großkreuz des Verdienstordens der Italienischen Republik
- 2003: Großkreuz mit Ordenskette des Drei-Sterne-Ordens
- 2003: Großkreuz des Falkenordens
- 2004: Großkreuz des Verdienstordens der Republik Ungarn
- 2004: Großes Goldenes Ehrenzeichen am Bande für Verdienste um die Republik Österreich[6]
- 2005: Hans-Rosenthal-Ehrenpreis[7]
- 2009: Verdienstorden des Landes Berlin
- 2023: Johann-Amos-Comenius-Preis[8]